# Łopuszka Wielka
Łopuszka Wielka – wieś w Polsce położona w województwie podkarpackim, w powiecie przeworskim, w gminie Kańczuga.
Wieś szlachecka Lopuska Maior, własność Stanisława Derszniaka, położona była w 1589 roku w ziemi przemyskiej województwa ruskiego.
W latach 1954–1972 wieś należała i była siedzibą władz gromady Łopuszka Wielka. W latach 1975–1998 miejscowość położona była w województwie przemyskim.

## Części wsi
| SIMC    | Nazwa        | Rodzaj    |
| ------- | ------------ | --------- |
| 0604347 | Folwark      | część wsi |
| 0604353 | Koło Kobyłki | część wsi |
| 0604360 | Potoki       | część wsi |

## Historia
W 1390 r. Łopuszka Wielka należała do klucza kańczudzkiego i była własnością Tarnowskich, a potem przeszła do Pileckich – dziedziców Kańczugi i okolic od przeszło 200 lat. Następnie na ponad 100 lat wieś przeszła w ręce Ostrowążów, a po roku 1623 jej właścicielami stali się Lubomirscy. W 1498 r. najazd tatarski spowodował wyludnienie wsi. Wielu mieszkańców zginęło, część dostała się do niewoli i została wywieziona do Turcji i Macedonii.
W 1624 r. nastąpił ponowny najazd tatarski. Także później ludność wioski nie zaznała spokoju: napady Kozaków, Szwedów, Rakoczego (1657), częste przejścia wojsk przygnębiająco wpływały na ludność, która przenosiła się w bezpieczniejsze miejsca.
Łopuszka stanowiła od 1880 własność rodu Scipio del Campo, kiedy to od Zdzisława Zakliki nabył ją hrabia Karol Scipio del Campo ożeniony z Karoliną Weigel. Jego syn, Roman (żonaty z Zofią z Ziembickich) założył tu kopalnię alabastru, działającą do wybuchu II wojny światowej. Miejscowość była w posiadaniu rodu do 1945, gdy syn Romana, Andrzej Scipio del Campo został na mocy dekretu o reformie rolnej pozbawiony praw własności i zmuszony do wyjazdu do Krakowa, a następnie do Francji, gdzie zmarł.
Podczas II wojny światowej zorganizowane były dwie grupy partyzanckie: Armii Krajowej i Batalionów Chłopskich. Wywiad ustalił wielu kolaborantów, niektórzy z nich zostali skazani poprzez wyrok sądu podziemnego na karę śmierci. W późniejszych latach gestapo dokonywało aresztowań i rozstrzelań pojedynczych członków konspiracji. Byli to m.in. Karol Krzanowski i Józef Dziaduś, którzy zostali wywiezieni do lasu w Zarzeczu i tam zabici. 9 maja 1943 r. polski policjant Czarnik z Manasterza aresztował Władysława Norka i Leona Żygadło. Pierwszy z aresztowanych został wywieziony do obozu koncentracyjnego w Oświęcimiu i stamtąd nie wrócił, natomiast Czarnik został skazany na karę śmierci przez sąd podziemny i zastrzelony. Z 35 osób pochodzenia żydowskiego uchowało się jedynie 5, resztę rozstrzelano. Ludzie z Łopuszki starali się pomóc Żydom ukrywając ich w domach z narażeniem życia. W czasie ucieczki zabito Andrzeja Buczka oraz Wiktora Pydo.
26 lipca 1944 r. do wsi od strony Pantalowic weszły oddziały Armii Czerwonej, które ostrzeliwane były z niemieckich czołgów, jadących z Łopuszki Małej.

### Zbrodnia z 1943 r.
6 marca 1943 r. w Łopuszce Wielkiej żołnierze niemieccy i policjanci ukraińscy rozstrzelali w czasie pacyfikacji wsi 19 jej mieszkańców, Polaków; byli to, w kolejności alfabetycznej: Władysław Bawor, Józef Dziaduś, Wiktoria Futoma, Maria Futoma, Antoni Hałys, Edward Hałys, Jan Jaciecki, Józefa Kołodziej, Stanisław Kowalczyk, Bronisław Malik, Piotr Matoń, Rozalia Norek, Józef Słonina, Wiktoria Słonina, Marcin Szmierz, Antoni Zięba, Władysław Zięba, Józef Zięba i Wojciech Ziętek.
Przyczyną zbrodni było wykonanie wyroku przez łopuszańską grupę dywersyjną AK na Anieli Bawor – dziewczynie urodzonej i zamieszkałej w Łopuszce Wielkiej, która nawiązała kontakt z Gestapo i pracowała na ich korzyść. Wydała ona wielu ludzi, którzy potem zostali straceni. Aby upozorować legalność zbrodni, ściągnięto nauczyciela i ks. Wojciecha Wyskidę, będącego w tym czasie na weselu w Medyni Kańczuckiej. Zabitych pochowano na wspólnym grobowcu na cmentarzu w Łopuszce. Taką samą egzekucję wykonano w Pantalowicach i Rączynie.
Na miejscu zbrodni (w pobliżu kościoła, przed stodołą) stoi brzozowy krzyż, a na skrzyżowaniu, tuż przy drodze stoi pomnik ku czci rozstrzelanych.
W Łopuszce działa klub piłkarski Alabaster Łopuszka Wielka.

## Warto zobaczyć
- Kościół parafialny (1937-1938) według projektu S. Tokarowskiego. Uposażenie parafii, erygowanej w 1936 r., wyznaczył właściciel dóbr, dr Roman Scipio.
- Neogotycka kaplica grobowa rodu hrabiów Scipio del Campo, wzniesiona w końcu XIX w. według projektu Karola Stryjeńskiego. Przyjacielem architekta, z Towarzystwa Przyjaciół Sztuk Pięknych w Krakowie, był inż. hr. Roman Scipio del Campo, który odkrył na tutejszym terenie jedyne w Europie Wschodniej pokłady alabastru[potrzebny przypis] i został budowniczym kopalni. Wydobywany tutaj alabaster wykorzystywany był m.in. do renowacji stiuków w katedrze wawelskiej[potrzebny przypis].
- Resztki zespołu dworskiego hrabiów Scipio del Campo:
  - fragmenty XIX-wiecznego parku
  - budynki gospodarcze
- Migdas – obficie bijące źródło znajdujące się na skraju wsi, z którym wiąże się legenda o napaści Tatarów na gród, istniejący tam w średniowieczu – świadczą o nim pozostałości wałów ziemnych. Wały miała zniszczyć rozmywająca je woda, dzięki czemu Tatarzy wdarli się do warowni.
- Kopalnia alabastru, założona w 1928 r. przez inż. hr. Romana Scipio del Campo, budowniczego kolei wąskotorowej. Alabaster przerabiano w Łopuszce na różne gatunki gipsu. W czasie II wojny światowej kopalnia została zasypana i zalana wodą, uruchomiono ją ponownie w 1945 r. Zakład przejęło przedsiębiorstwo Kruszgeo z Rzeszowa. Alabaster przerabiano na gips chirurgiczny i dentystyczny. Wydobycie trwało do zakazu prowadzenia prac podziemnych, wydanego w 1974 r. przez Urząd Górniczy. Próbę ponownego uruchomienia podjęto na przełomie lat 1980. i 1990., jednak bez powodzenia. Miejscowe pokłady alabastru są szacowane na 160 000 ton i oceniane przez geologów jako wysokojakościowe[7].